# Аммар, Аманда
Аманда Аммар (англ. Amanda Ammar; род. 6 февраля 1986 года, Сент-Альберт) — канадская лыжница, участница двух Олимпийских игр. Специализируется в дистанционных гонках.
В Кубке мира Аммар дебютировала 10 декабря 2005 года, через неделю впервые попала в тридцатку лучших на этапе Кубка мира. Всего имеет на своём счету 2 попадания в тридцатку лучших на этапах Кубка мира, 1 в командных соревнованиях и 1 в личных гонках. Лучшим достижением Аммар в общем итоговом зачёте Кубка мира является 117-е место в сезоне 2005-06.
На Олимпийских играх 2006 года в Турине была 54-й в гонке на 10 км классическим стилем, 49-й в спринте и 10-й в эстафете.
На Олимпийских играх 2014 года в Сочи стартовала в трёх гонках: скиатлон — 55-е место, 10 км классическим стилем — 55-е место, масс-старт на 30 км — 49-е место.
За свою карьеру в чемпионатах мира участия не принимала. Лучшим результатом на юниорских и молодёжных чемпионатах мира является для неё 6-е место в гонке на 5 км классическим стилем на юниорском чемпионате мира 2006 года.
Использует лыжи производства фирмы Fischer, ботинки и крепления Salomon.